# Église Sainte-Valérie de Sainte-Valière
L'église Sainte-Valérie de Sainte-Valière est une église catholique située à Sainte-Valière dans le département de l'Aude. Elle est dédiée à Valérie de Limoges.

## Histoire
L'église est construite à la fin du XIe et au début du XIIe siècle. Mentionnée comme église paroissiale dans le procès-verbal de la visite de l'année 1404, elle est à la collation de l'archevêque. Bâtie en grès gris foncé, d'architecture art roman avec abside semi-circulaire et nef unique en trois travées, elle est fortement remaniée durant l'histoire. Il ne reste ainsi de l'époque roman que le chevet. Le cimetière était situé au sud de l'édifice et est déplacé hors-les-murs en 1667.

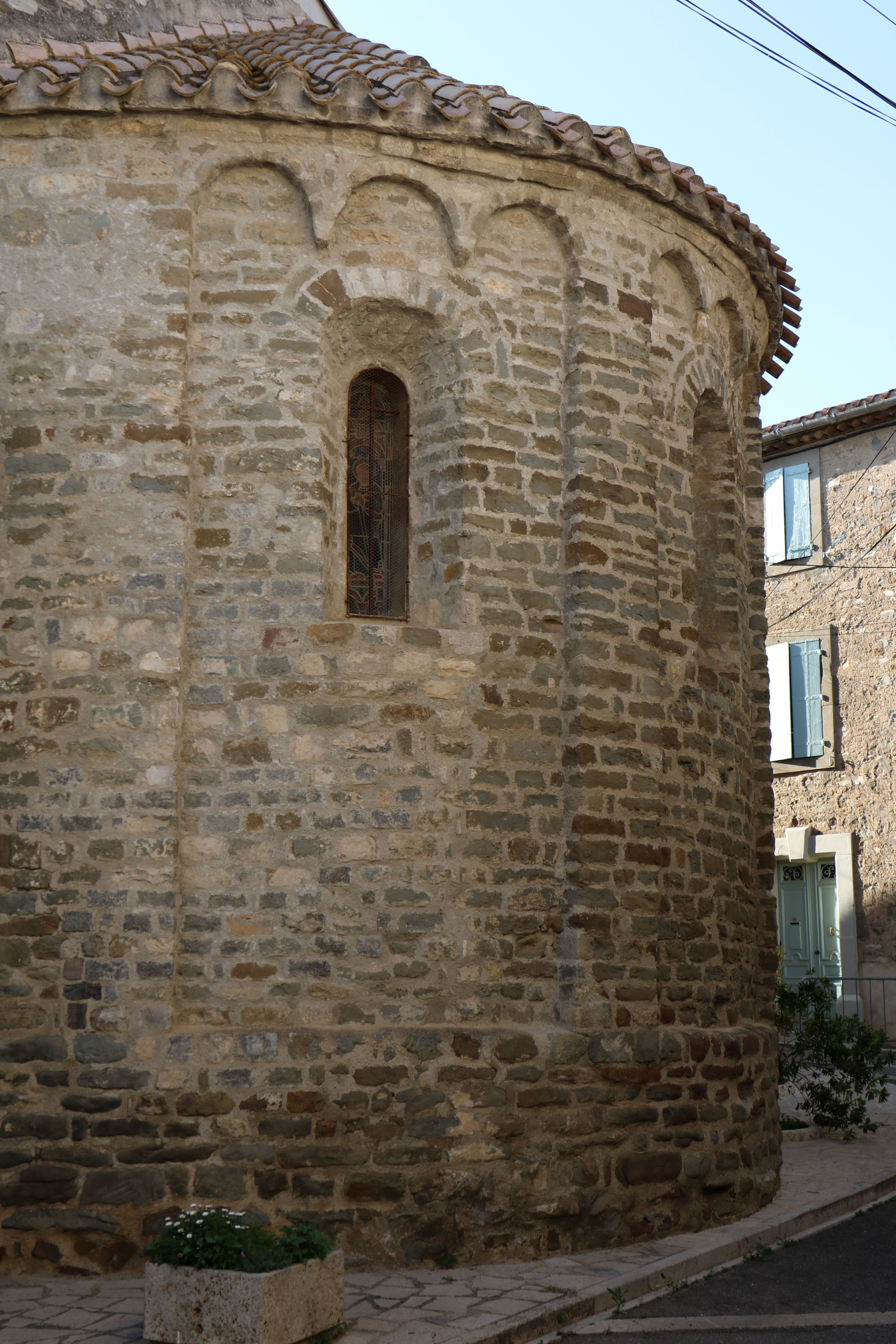
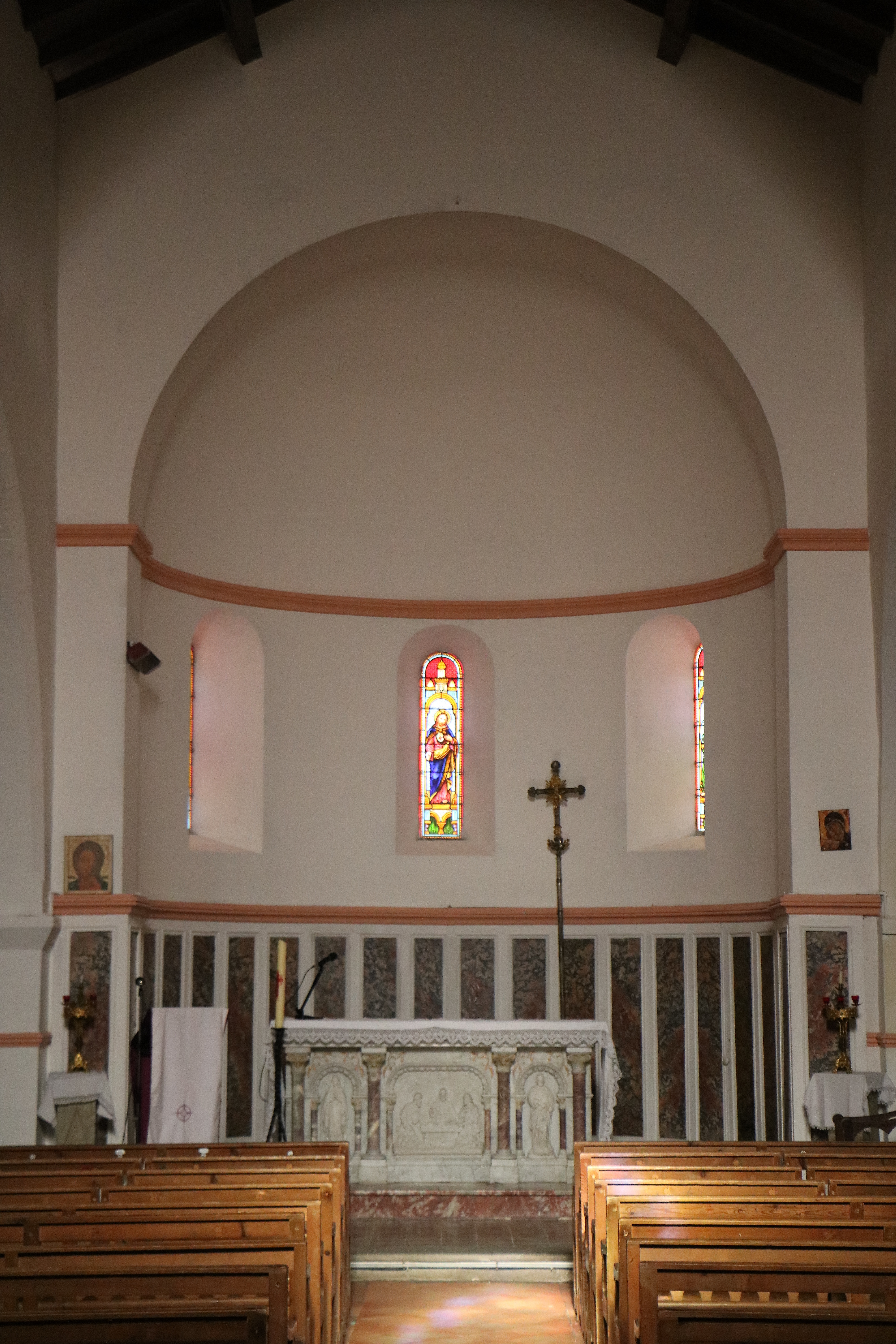